# Tom Boonen
Tom Boonen (Mol, 15 de octubre de 1980) es un exciclista de ruta belga, profesional desde 2002 hasta 2017. Durante su carrera profesional, Boonen ha corrido en los equipos US Postal Service y Quick Step/Omega Pharma/Etixx. 
Destaca como velocista, y sobre todo es un especialista en las clásicas de primavera, donde ha ganado cuatro veces la París-Roubaix y tres veces el Tour de Flandes entre otras. También fue campeón del mundo en ruta en 2005 y ganó la clasificación por puntos del Tour de Francia 2007.

## Biografía
Tom Boonen se convirtió en profesional en la temporada 2002. Tras correr con US Postal en 2002, pasó al conjunto Quick Step en 2003, donde continuó hasta su retirada en la París-Roubaix de 2017.

### 2002: Breve paso por US Postal
Con el equipo de Johan Bruyneel, el joven Boonen buscó confirmar sus excelentes prestaciones en el campo amateur, donde obtuvo, en el año 2000 triunfos del calibre de la París-Tours sub-23 o podios en pruebas como la París-Roubaix para amateurs. Tras realizar una gran temporada en su primer año como profesional, en la que logró ser tercero en la París-Roubaix, ante los mejores corredores del mundo en la especialidad, pronto advirtió que el apoyo que podía obtener para desarrollarse como corredor en un equipo fervientemente dedicado a ayudar a Lance Armstrong, en aquel momento tres veces ganador del Tour de Francia, sería muy reducido en comparación al que podría obtener disputando dichas pruebas en un conjunto de su país, lo que le animó a fichar por el recién formado Quick Step - Davitamon, dirigido por Patrick Lefevere y Wilfried Peeters.

### 2003 - 2005: Llegada a QuickStep. La consagración
A pesar de que los éxitos no se hicieron esperar (llegando a ser el segundo hombre en triunfos de la temporada 2004, con victorias al esprint en numerosas vueltas por etapas y sus primeras victorias en el conjunto belga sobre clásicas flamencas como la Gante-Wevelgem), su explosión definitiva se produciría en el año 2005, cuando se convertiría en el octavo corredor en la historia capaz de firmar doblete en las dos clásicas sobre adoquines más importantes del mundo: Tour de Flandes y París-Roubaix. En la prueba flamenca, lo hizo atacando entre un grupo selecto de escapados a pocos kilómetros del final; en el caso de la carrera francesa, esperó al esprint final en el velódromo de Roubaix para batir con facilidad al estadounidense George Hincapie y al español de origen argentino Juan Antonio Flecha.

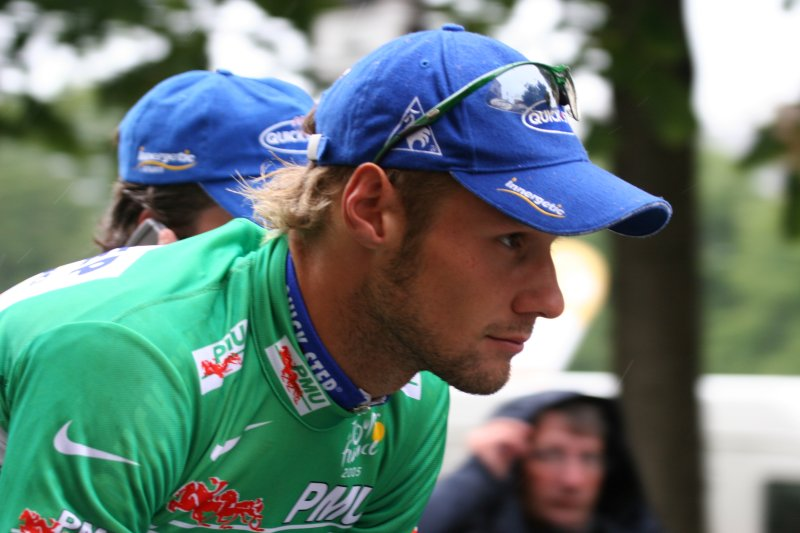
Boonen vestido con el maillot verde en el Tour de Francia 2005.

Su excelente temporada no finalizaba ahí. Tras haber realizado un primer contacto serio con el Tour de Francia en 2004, en cuya edición se llevó dos etapas (incluyendo la de la última jornada en el esprint de los Campos Elíseos de París), se convertiría en el dominador de las primeras volatas de la ronda gala venciendo en las dos primeras etapas en línea con finales en Les Essarts, en la región de Vendée, y un día más tarde en la Avenue Grammont de Tours, donde ya ganara seis años atrás su primera gran clásica como amateur; todo ello le valdría para vestir el maillor verde de la regularidad durante unos días, condición que perdió en la segunda semana de carrera, tras sufrir una aparatosa caída en la bajada del Courchevel, en la segunda jornada alpina de aquella edición. No obstante, una rápida recuperación le permitió recuperarse y encontrar buenas sensaciones en la Vuelta a España, donde no pudo sumar ningún triunfo pero sí una fuerza y forma indispensables para obtener el que es, hasta el día de hoy, el mayor logro de su carrera.
Boonen aseguraba en una rueda de prensa celebrada durante la ronda española que su condición estaba algo lejos de la mejor posible, pero que, sin embargo, se encontraba en buenas condiciones para capitanear a su selección en la prueba en ruta del Mundial, que tendría lugar una semana después del final de la Vuelta en la capital de España, Madrid. Boonen se aprovechó del perfecto trabajo de sus compañeros y de la falta de colaboración en las distintas escapadas que se formaron en las últimas vueltas de aquel Campeonato del Mundo para vencer en la recta de meta del Paseo de la Castellana por delante del murciano Alejandro Valverde, capitán en aquella carrera de la selección española, y de un sorprendente Anthony Geslin, perteneciente al combinado francés. Tom Boonen se vestía así con un maillot arcoíris el cual, a diferencia de otros muchos corredores que le precedieran como acreedor de tan alto honor, le daría alas para seguir consechando grandes éxitos en la temporada en la que lo vestiría.

### 2006 - 2007: consolidación

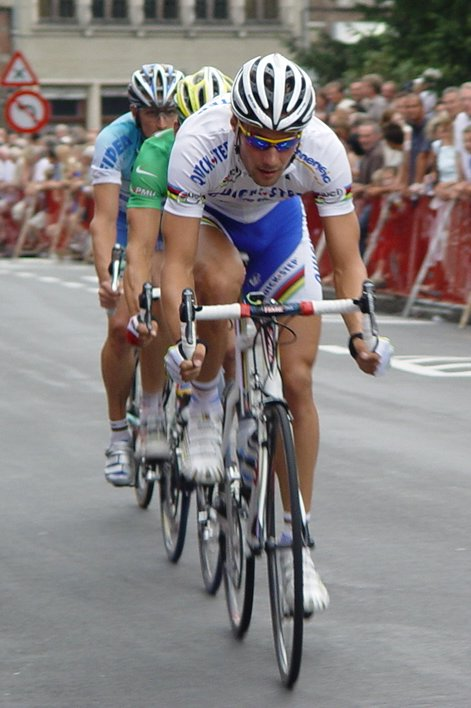
Tom Boonen en 2006, con el maillot de campeón del mundo.

Boonen continuaría su racha de éxitos en la temporada 2006, en la que sería, por primera vez, el corredor con mayor número de triunfos en la temporada. El año comenzó de forma magnífica para el ciclista belga, anotándose 4 etapas y la clasificación general en el Tour de Catar, triunfos a los que daría continuidad en el mes de febrero con una trabajada victoria en la Ruta del Sol, en un duelo cerrado con el que es, a día de hoy, su mayor rival en la carretera, el italiano Alessandro Petacchi. Boonen seguiría afinando su estado de forma de cara a las clásicas de primavera consiguiendo tres triunfos en la París-Niza (en las etapas de Saint-Amand-Montrond, Belleville y Rasteau, todas ellas al esprint) y siendo cuarto en la prestigiosa Milán-San Remo, ganada por su compañero de equipo, Filippo Pozzato.
Tras volver a vencer, por tercer año consecutivo, en el Gran Premio de Harelbeke, con mayor superioridad incluso que en las anteriores ocasiones, se presentó en la salida del Tour de Flandes con la vitola de máximo favorito. No decepcionó y dejó boquiabiertos a propios y extraños realizando la selección definitiva de la carrera en los momentos clave de la misma y reaccionando a los ataques de sus máximos rivales, como Leif Hoste, a quien batió en la meta de Meerbeke para alzarse con su segundo triunfo en la prueba más importante del ciclismo flamenco. Sin embargo, no pudo repetir su hazaña de ganar también la París-Roubaix, terminando la prueba en segunda posición tras el suizo Fabian Cancellara.
A pesar de no obtener los resultados deseados, el ciclista belga no bajó su nivel de rendimiento durante los meses posteriores y siguió sumando triunfos en la Vuelta a Bélgica, en la Veenendaal-Veenendaal, o en el Tour de Suiza, donde mantuvo una interesante lucha con el triple campeón mundial de origen cántabro Óscar Freire, llevándose una etapa.
El segundo gran objetivo de su calendario estaba situado en el Tour de Francia, donde su gran objetivo, por primera vez, era situarse como líder por primera vez y vestir el maillot amarillo aprovechando la gran cantidad de etapas de perfil llano previas a la primera contrarreloj individual. Sí pudo cumplir su objetivo, colocándose como líder de la prueba tras la cuarta etapa con final en Valkenburg (Holanda), y perdiendo dicha condición cuatro días después en la contrarreloj de Rennes, pero no pudo sumar ninguna etapa y acabó marchándose de vacío a pocos días de la conclusión, aquejado de cansancio e incapaz de seguir el ritmo en las etapas de alta montaña.
A pesar de que siguió completando su fantástico palmarés con triunfos en el Tour del Benelux, donde sumó tres victorias, una en Balen ante sus paisanos, entre ellos sus abuelos, oriundos de dicha localidad, o también en la Vuelta a Gran Bretaña, llevándose la última etapa en Londres, no pudo revalidar su título de campeón mundial en Salzburgo, el cual recaería en su compañero de equipo, el campeón italiano y olímpico Paolo Bettini.
En 2007 acumulaba, hasta la disputa del Tour de Flandes ocho triunfos: cuatro etapas al esprint en el Tour de Catar, una etapa en la Ruta del Sol, la Kuurne-Bruselas-Kuurne, la clásica A través de Flandes y el Gran Premio de Harelbeke, en el que se impuso por cuarta vez consecutiva. Boonen no pudo revalidar sus dos triunfos anteriores, finalizando undécimo en una prueba que se adjudicó el italiano Alessandro Ballan. Igualmente, no pudo obtener su segunda victoria en la clásica París-Roubaix, prueba que fue a parar a manos del australiano Stuart O'Grady. Tras unas semanas de descanso, Boonen recuperaría su mejor forma en la Vuelta a Bélgica, anotándose un triunfo parcial, antes de ser segundo en el campeonato nacional de su país y tomar la salida en el Tour de Francia, donde logró dos triunfos de etapa y maillot verde por puntos de la carrera.

### 2008: Polémicas por su "affaire" con las drogas

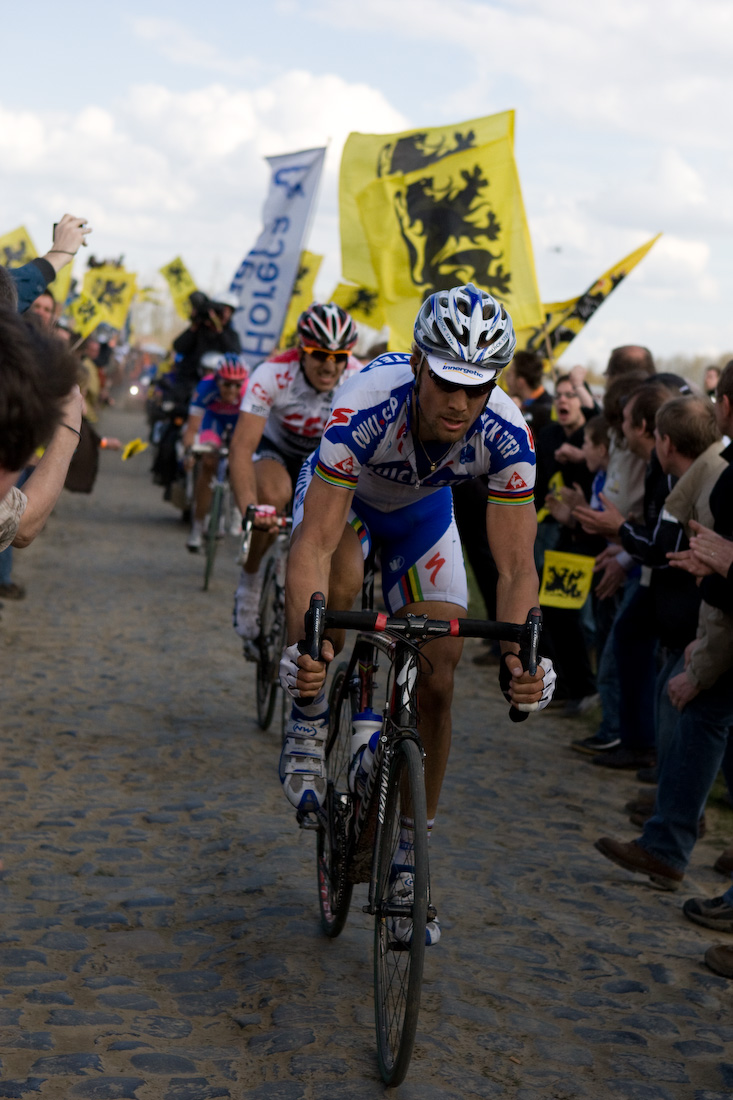
Boonen en la París-Roubaix 2008.

En la temporada siguiente, Boonen volvería a retomar la senda de la victoria desde el principio de año, con tres nuevos triunfos de etapa y la clasificación general del Tour de Catar, más una victoria en la Tour de California durante el mes de febrero. Durante las clásicas preparatorias para las grandes carreras de la temporada, Boonen no realizó grandes exhibiciones, si bien demostró su buen estado de forma al pelear con el suizo Fabian Cancellara por una buena posición en el Gran Premio de Harelbeke, el cual finalmente se adjudicaría Kurt-Asle Arvesen. En el Tour de Flandes de aquel año, Boonen, más fuerte que en la edición de 2007, controló perfectamente la carrera, a sabiendas de que era el hombre más vigilado, con el fin de que un compañero de equipo, el también belga Stijn Devolder, obtuviese el triunfo. La colaboración entre ambos se materializó en la París-Roubaix, disputada una semana después, en la que Boonen se marchó en un grupo delantero, junto con Cancellara y Ballan, mientras el propio Devolder controlaba la carrera en un segundo grupo. Consciente de su superioridad al esprint, Boonen esperó hasta la llegada en el velódromo de Roubaix para superar con comodidad a sus dos compañeros de fuga y anotarse su segundo triunfo en el llamado "Infierno del Norte". Pocos días después, en el Scheldeprijs Vlaanderen, Boonen estuvo a punto de sumar un nuevo triunfo, pero un despiste al celebrar de forma precipitada la victoria al esprint provocó que el británico Mark Cavendish le adelantase en el último "golpe de riñón".
Sin embargo, su carrera se vio frustrada por un positivo por cocaína en mayo de 2008, en un control policial fuera de competición. Por tal razón, la organización del Tour de Francia le impide correr la edición de 2008, lo que le obliga a dedicarse a objetivos menores, lo que no le impide seguir venciendo. En el Ster Elektrokoer neerlandés sumará una victoria al esprint, hecho que repetirá en Viena, donde se lleva la última etapa de la Vuelta a Austria, y en la Vuelta a Valonia, donde gana la primera etapa y se coloca como líder para la jornada siguiente. Aun así, su participación en el equipo olímpico para los Juegos Olímpicos de Pekín 2008 fue descartada por la federación belga de ciclismo.
Su participación en la Vuelta a España se saldó con dos victorias parciales en las etapas de Córdoba y Zamora, antes de abandonar la carrera en la etapa de Valladolid, cediendo el liderato del equipo en las llegadas a su compañero de equipo Wouter Weylandt. Su buen estado de forma para el Campeonato del Mundo de Varese no se vio recompensado con resultados, ya que no consiguió entrar en el grupo que dio la victoria a Alessandro Ballan y acabó en el pelotón sin disputar la carrera. Antes de acabar el año, aún conseguiría vencer en Mons-en-Pévèle, escenario de la primera etapa del Circuito Franco - Belga.

### 2009: Tercera victoria en la París-Roubaix

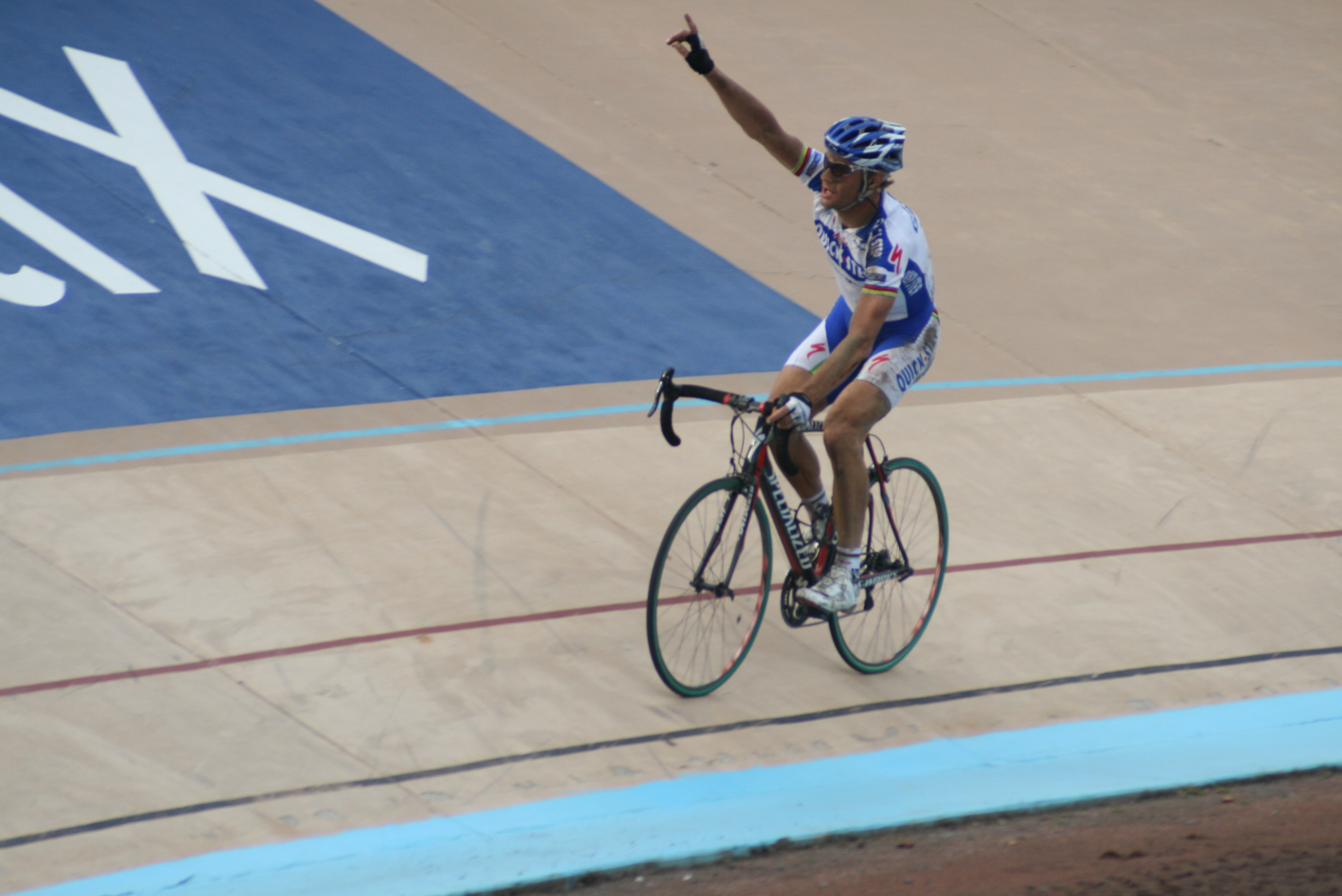
Tom Boonen ganando la París-Roubaix 2009.

Boonen comenzó el 2009 por tierras cataríes: Ganó por tercera vez el Tour de Catar. Después ganó por segunda vez la Kuurne-Bruselas-Kuurne. Boonen participó más tarde en la Milán-San Remo, donde termina 15.º a pesar del trabajo de su compañero de equipo Sylvain Chavanel. Preparó brillantemente las clásicas del pavés terminando tercero en A través de Flandes, favoreciendo la victoria a su cmpañero Kevin Van Impe y después terminó segundo en el E3 Prijs Vlaanderen-Harelbeke, batido por Filippo Pozzato. Se consagra así de nuevo como uno de los grandes favoritos para ganar el Tour de Flandes, aunque es finalmente su compañero Stijn Devolder quien se impone. Boonen ganó la París-Roubaix por tercera vez, aunque en esta ocasión lo hizo en solitario.
Tom Boonen dio de nuevo positivo por cocaína a finales del mes de abril. Es suspendido por su equipo, Quick Step, hasta el 2 de junio de 2009. Sin embargo, este control efectuado fuera de la competición, hace que no pueda ser impuesta ninguna sanción por la LVB (Liga Ciclista Belga) o la UCI. Esta cuestión sigue siendo un asunto privado. Boonen también admite que se halla en un estado de depresión psicológica y que se enfrenta a problemas con el alcohol.
En junio, Tom Boonen se convierte en campeón de Bélgica en Ruta. Debido a su positivo por cocaína, se encontraba a la espera de saber si podía participar en el Tour de Francia. En vísperas del Tour de Francia, la Cámara Arbitral del Deporte de Comité Nacional Olímpico y del Deporte Francés (CNOSF) autorizó a Tom Boonen a formar parte de la Grande Boucle. Pero en este Tour, Boonen pasa desapercibido y debido a una caída en la 15.ª etapa se acaba retirando. Termina su temporada en la París-Tours donde es batido al esprint por Philippe Gilbert.

### 2010: Fracaso en las clásicas
Después de haber ganado dos etapas del Tour de Catar, una etapa del Tour de Omán y una de la Tirreno-Adriático, fue batido por Óscar Freire en la Milán-San Remo. Además, no pudo contener a Fabian Cancellara en las clásicas de su país, ni en el E3 Prijs Vlaanderen-Harelbeke ni en el Tour de Flandes (terminó segundo en ambas carreras) ni en la París-Roubaix. Inicialmente seleccionado para correr el Tour de Francia, debe renunciar a participar debido a una tendinitis en la rodilla izquierda necesitando reposo. Esta lesión vino dada después de una dura caída en la Vuelta a Suiza. También tuvo que renunciar a los Campeonatos de Bélgica de Ciclismo en Ruta, prueba donde tenía que defender su título. A pesar de su retorno a mediados de agosto, no participa en la Vuelta a España ni en los campeonatos del mundo. Termina 19.º en el UCI World Ranking 2010.

### 2011: Segunda victoria en la Gante-Wevelgem
A comienzo de la temporada, Tom Boonen ganó la primera etapa del Tour de Catar. A finales del mes de marzo, gana por segunda vez la Gante-Wevelgem. Termina cuarto del Tour de Flandes. Sin embargo en la París-Roubaix, abandonó a 50 km de meta, debido a un problema mecánico en el tramo de Arenberg y a dos caídas. La segunda baza del Quick Step en esta clásica, Sylvain Chavanel, sufrió un pinchazo y luego una fuerte caída, la cual privó al equipo de cualquier esperanza de victoria. El 22 de junio, Tom Boonen prolonga su contrato dos años más con el equipo Quick Step, y participó en el Tour de Francia. Sin embargo sufrió una caída en la 5.ª etapa, cuyas consecuencias le obligaron a abandonar dos días más tarde. Después participó en la Vuelta a España, en la cual se fractura el escafoides de la mano izquierda, lo que le obliga a abandonar.

### 2012: El cuarto adoquín
Boonen comenzó la temporada 2012 ganando la séptima etapa de su primera carrera, el Tour de San Luis. En febrero, ganó el Tour de Catar, ganó dos etapas y la clasificación por puntos, y terminó segundo detrás de Sep Vanmarcke en Omloop Het Nieuwsblad.
Boonen ganó la segunda etapa de París-Niza. Ganó el E3 Harelbeke y Gent – Wevelgem, dos días después. Fue favorito para el Tour de Flandes, que ganó en un sprint contra Filippo Pozzato y Alessandro Ballan. Su tercera victoria igualó a las de Achiel Buysse, Fiorenzo Magni, Eric Leman y Johan Museeuw. Su cuarta victoria en París-Roubaix igualó a Roger De Vlaeminck. Boonen fue el primero en ganar el Tour de Flandes y el doblete de París-Roubaix en dos ocasiones. También es el primero en ganar E3 Harelbeke, Gent-Wevelgem, Tour of Flanders y París-Roubaix en el mismo año.
Boonen volvió a competir en el Tour de California. Ganó el título del campeonato nacional en junio, llevándose la mailot tricolor de Philippe Gilbert. 
Boonen se saltó el Tour de Francia para prepararse para los Juegos Olímpicos y, en cambio, participó en el Tour de Polonia, más corto. Se cayó en la primera etapa y se retiró en la quinta con una costilla rota. Se recuperó a tiempo para los Juegos Olímpicos y llegó el 28º.
Boonen ganó la primera edición de la carrera de dos días World Ports Classic, ganando la primera etapa en un sprint. Ganó la clasificación por puntos y el liderato general después de quedar tercero en la segunda etapa. Una semana después, Boonen ganó el París-Bruselas.

### 2013: Caídas en las clásicas
En enero, Boonen pasó una semana en el hospital con una grave infección tras sufrir una herida en el codo. Regresó a la acción en febrero en el Tour de Omán, pero solo pudo terminar 83.º en la Clasificación General. En marzo, se retiró de la Gante-Wevelgem y del Tour de Flandes luego de caídas. No tomó la salida de París-Roubaix cuando le diagnosticaron una fractura de costilla. Boonen ganó su primera carrera del año en el Heiste Pijl, un evento no clasificado por la UCI, luego fue el vencedor de la segunda etapa del Tour de Wallonie en julio.

### 2014: Séptimo en Roubaix
La temporada comenzó bien para Boonen, ya que ocupó el segundo lugar en la general detrás de su compañero de equipo Niki Terpstra y el maillot de clasificación de puntos en el Tour de Catar, en su mayoría plano. Su siguiente victoria llegó en Kuurne-Bruselas-Kuurne, donde formó parte de una escapada de 10 que incluía a 4 de sus compañeros de equipo y 3 ciclistas de Belkin Pro Cycling. La escapada llegó a casa y Boonen superó a Moreno Hofland en el sprint por un estrecho margen. Hizo buen papel en París-Roubaix y el Tour de Flandes, llegando en la décima y séptima posición, respectivamente.

### 2015: No participa en Roubaix
En el Omloop Het Nieuwsblad 2015, Boonen hizo el corte decisivo con sus compañeros de equipo Niki Terpstra y Stijn Vandenbergh, junto con Ian Stannard (Team Sky). Con 4,5 km restantes, Boonen atacó, pero Stannard lo atrapó gradualmente. Después de que el contraataque inmediato de Terpstra falló, Boonen no pudo seguir el ataque de Stannard, y terminó tercero cuando Stannard superó a Terpstra en la meta. El 9 de marzo, Boonen se cayó en París-Niza, sufriendo una dislocación en el hombro que lo dejó fuera del resto de la temporada de clásicas. Boonen regresó a las carreras a finales de abril, en el Tour de Turquía, donde su papel era ayudar a su compañero de equipo Mark Cavendish. Se estaba preparando en Turquía para su primera aparición en el Giro de Italia. Abandonó el Giro después de la etapa 13 para participar en el Tour de Bélgica, donde ganó la etapa inicial al superar a Arnaud Démare.
La temporada de Boonen llegó a su fin por una caída en la segunda etapa del Tour de Abu Dhabi en octubre, que lo dejó inconsciente. Sufrió una fractura temporal por la caída. Después de que inicialmente los médicos le dijeran que tardaría seis meses en recuperarse, en una entrevista con un periódico en diciembre, Boonen declaró que estaba entrenando bien dos meses después del accidente sin ningún problema. Sin embargo, el accidente le había dejado con daños permanentes en la audición. También dijo que estaba 100 por ciento seguro; de que competiría en el automovilismo después de retirarse del ciclismo, con el objetivo de competir en las 24 Horas de Zolder.

### 2016: Segundo en Roubaix
Después de aguantar una serie de ataques bastante suaves a través de la mayoría de los tramos empedrados, Boonen terminó segundo en la París-Roubaix, siendo superado en la línea por Mathew Hayman. A pesar de no lograr la victoria, la agresiva actuación de Boonen en la carrera fue aclamada por los ex campeones de la París-Roubaix Bernard Hinault y Gilbert Duclos-Lassalle, quienes lo describieron como "un guerrero" y "magnífico" respectivamente. En julio anunció que había firmado un contrato a corto plazo con Etixx-Quick Step y que se retiraría inmediatamente después de la París-Roubaix 2017. Más tarde ese mes, ganó el London-Surrey Classic en un sprint final, así como el Brussels Cycling Classic. Terminó la temporada con el tercer lugar en la carrera de ruta del Campeonato Mundial en Catar, donde fue derrotado por el Peter Sagan y Mark Cavendish.

### 2017: Retiro en su carrera predilecta
Al comienzo de la temporada, Boonen ganó la etapa 2 de la Vuelta a San Juan. Esta fue la primera victoria profesional de un ciclista que usa frenos de disco. Sin embargo, posteriormente sufrió una serie de caídas en el Tour de Omán, Omloop Het Nieuwsblad y Tirreno-Adriatico. En Milán-San Remo, Boonen trabajó como gregario para sus compañeros de equipo, ayudando a Julian Alaphilippe a alcanzar el tercer puesto. Reanudó su campaña de clásicas adoquinadas en la E3 Harelbeke, donde animó la carrera con un ataque al Taaienberg en su camino hacia un octavo puesto. Siguió esto con un sexto lugar en la Gante-Wevelgem, que describió como un resultado satisfactorio y un buen indicador de la forma de cara a los monumentos empedrados.
En el Tour de Flandes, Boonen tuvo una carrera llena de protagonismo: dirigió al equipo de Quick-Step hasta el pie del Muur van Geraardsbergen, donde ayudó a forzar un corte junto al líder del equipo y eventual ganador de la carrera, Philippe Gilbert, y jugó un papel clave parte en permitir que Gilbert adquiriera ventaja. Sin embargo, sus propias esperanzas de conseguir un podio se vieron frustradas por un problema mecánico en el Taaienberg, y terminó la carrera en el puesto 37. Posteriormente corrió en Scheldeprijs, su última carrera en Bélgica, que rindió homenaje a Boonen al comenzar en su ciudad natal, Mol. Formó parte del tren del sprint que ayudó a su compañero de equipo Marcel Kittel a llevarse la victoria. En su última carrera, París-Roubaix, Boonen terminó 13 °: después de formar parte del grupo líder a 35 km del final, ayudó a su compañero de equipo Zdeněk Štybar a seguir un ataque de Daniel Oss, lo que finalmente permitió al ciclista checo terminar la carrera como contendiente a la victoria, que sería para Greg Van Avermaet.

## Palmarés
| 2002 - 1 etapa de la Uniqa Classic - 1 etapa de la Volta a Cataluña 2003 - 1 etapa de la Vuelta a Bélgica 2004 - 1 etapa del Tour de Catar - 1 etapa de la Vuelta a Andalucía - E3-Prijs Harelbeke - Gante-Wevelgem - Scheldeprijs Vlaanderen - Tour de Picardie, más 2 etapas - 1 etapa de la Vuelta a Bélgica - 2 etapas de la Vuelta a Alemania - 2 etapas del Ster Elektrotoer - 2 etapas del Tour de Francia - 1 etapa del Tour de Bretaña - Memorial Rik Van Steenbergen - 2 etapas del Circuito Franco-Belga 2005 - 2 etapas del Tour de Catar - 2 etapas de la París-Niza - E3-Prijs Harelbeke - Tour de Flandes - París-Roubaix - 1 etapa del Tour de Picardie - Vuelta a Bélgica, más 2 etapas - 2 etapas del Tour de Francia - Campeonato Mundial en Ruta - Amstel Curaçao Race - 2.º en el UCI ProTour - Acht van Chaam 2006 - G. P. de Doha - Tour de Catar, más 4 etapas - 1 etapa Vuelta a Andalucía - 3 etapas de la París-Niza - E3-Prijs Harelbeke - Tour de Flandes - Scheldeprijs Vlaanderen - 2 etapas de la Vuelta a Bélgica - Veenendaal-Veenendaal - 1 etapa de la Vuelta a Suiza - 3 etapas del Tour del Benelux - 1 etapa del Tour de Bretaña - 3.º en el Campeonato de Bégica en Ruta 2007 - 4 etapas del Tour de Catar - 1 etapa de la Vuelta a Andalucía - Kuurne-Bruselas-Kuurne - G. P. Escalda Flandes - A través de Flandes - E3-Prijs Harelbeke - 1 etapa de la Vuelta a Bélgica - 2 etapas del Tour de Francia, más clasificación por puntos - 2.º en el Campeonato de Bélgica en Ruta 2008 - Tour de Catar, más 3 etapas - 1 etapa del Tour de California - París-Roubaix - 1 etapa de la Vuelta a Bélgica - 1 etapa del Ster Elektrotoer - 1 etapa de la Vuelta a Austria - 1 etapa del Tour de Valonia - 2 etapas del Tour del Benelux - 2 etapas de la Vuelta a España - 1 etapa del Circuito Franco-Belga | 2009 - Tour de Catar, más 1 etapa - Kuurne-Bruselas-Kuurne - París-Roubaix - Campeonato de Bélgica en Ruta - 1 etapa del Eneco Tour - 1 etapa del Circuito Franco-Belga 2010 - 2 etapas del Tour de Catar - 1 etapa del Tour de Omán - 1 etapa de la Tirreno-Adriático 2011 - 1 etapa del Tour de Catar - Gante-Wevelgem 2012 - 1 etapa del Tour de San Luis - Tour de Catar, más 2 etapas - 1 etapa de la París-Niza - E3 Prijs Vlaanderen-Harelbeke - Gante-Wevelgem - Tour de Flandes - París-Roubaix - Campeonato de Bélgica en Ruta - World Ports Classic, más 1 etapa - París-Bruselas - 3.º en el UCI WorldTour 2013 - 1 etapa del Tour de Valonia - Flecha de Heist 2014 - 2 etapas del Tour de Catar - Kuurne-Bruselas-Kuurne - 2 etapas de la Vuelta a Bélgica - 3.º en el Campeonato de Bégica en Ruta - Flecha de Heist 2015 - 1 etapa de la Vuelta a Bélgica - Vuelta a Colonia - 1 etapa del Eneco Tour - Giro de Münsterland 2016 - 1 etapa del Tour de Valonia - RideLondon-Surrey Classic - Brussels Cycling Classic - 3.º en el Campeonato Mundial en Ruta 2017 - 1 etapa de la Vuelta a San Juan |

## Resultados

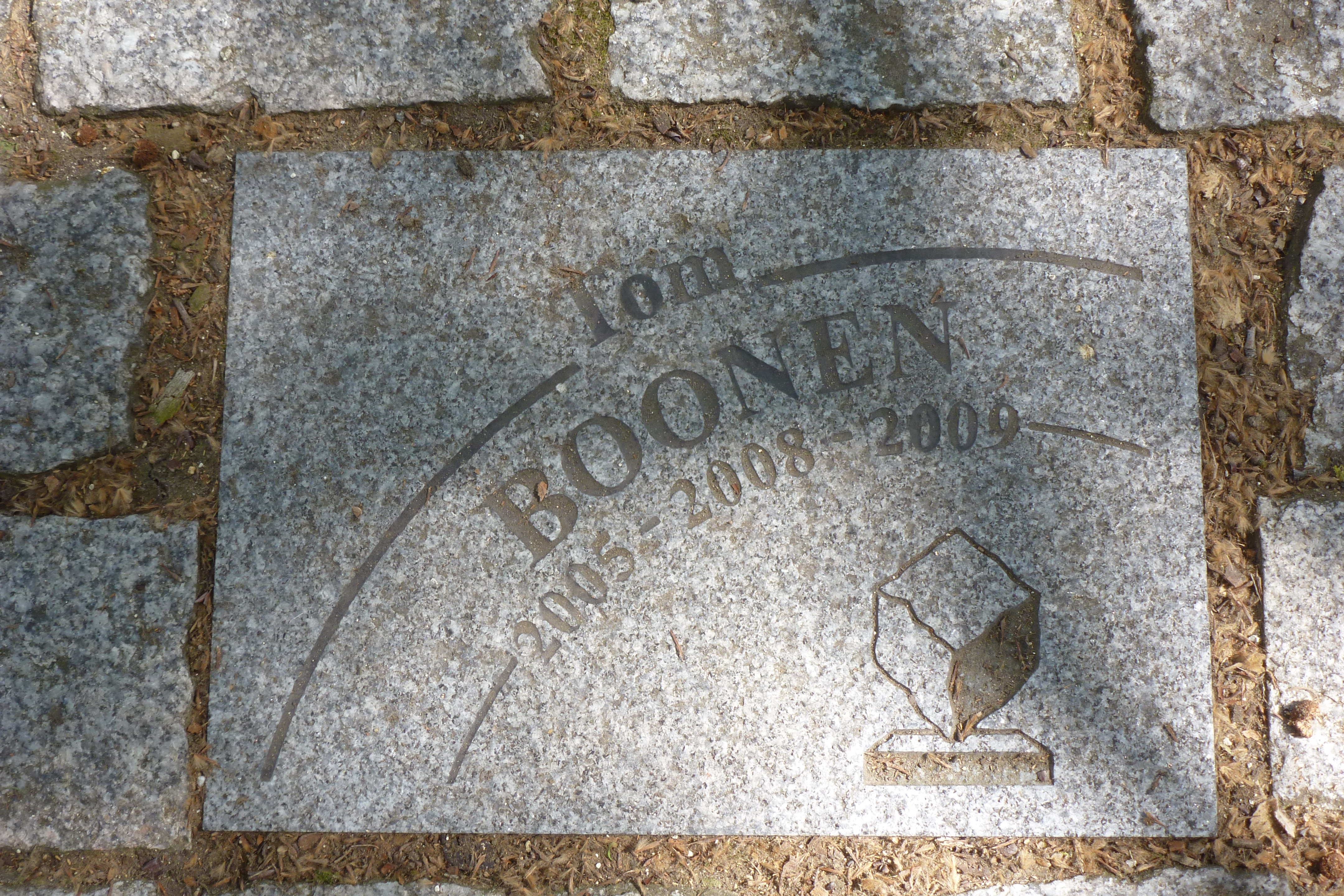
Losa de pavimento dedicada a Boonen por su victorias en la París-Roubaix.

Durante su carrera deportiva consiguió los siguientes puestos en Grandes Vueltas y carreras de un día:

### Grandes Vueltas
| Carrera | Carrera         | 2000 | 2001 | 2002 | 2003 | 2004  | 2005 | 2006 | 2007  | 2008 | 2009 | 2010 | 2011 | 2012 | 2013 | 2014 | 2015 | 2016 | 2017 |
| ------- | --------------- | ---- | ---- | ---- | ---- | ----- | ---- | ---- | ----- | ---- | ---- | ---- | ---- | ---- | ---- | ---- | ---- | ---- | ---- |
|         | Giro de Italia  | —    | —    | —    | —    | —     | —    | —    | —     | —    | —    | —    | —    | —    | —    | —    | Ab.  | —    | —    |
|         | Tour de Francia | —    | —    | —    | —    | 120.º | Ab.  | Ab.  | 119.º | —    | Ab.  | —    | Ab.  | —    | —    | —    | —    | —    | —    |
|         | Vuelta a España | —    | —    | —    | 92.º | —     | Ab.  | —    | Ab.   | Ab.  | Ab.  | —    | Ab.  | —    | —    | Ab.  | —    | —    | —    |

### Clásicas, Campeonatos y JJ. OO.
| Carrera                 | Carrera                 | 2000 | 2001          | 2002          | 2003          | 2004 | 2005          | 2006          | 2007          | 2008  | 2009          | 2010          | 2011          | 2012  | 2013          | 2014          | 2015          | 2016  | 2017 |
| ----------------------- | ----------------------- | ---- | ------------- | ------------- | ------------- | ---- | ------------- | ------------- | ------------- | ----- | ------------- | ------------- | ------------- | ----- | ------------- | ------------- | ------------- | ----- | ---- |
| Omloop Het Nieuwsblad   | Omloop Het Nieuwsblad   | —    | —             | 63.º          | 5.º           | X    | 2.º           | 13.º          | 3.º           | 85.º  | 10.º          | 59.º          | 35.º          | 2.º   | 84.º          | 33.º          | 3.º           | 11.º  | Ab.  |
| Kuurne-Bruselas-Kuurne  | Kuurne-Bruselas-Kuurne  | —    | —             | 7.º           | —             | 9.º  | 22.º          | 3.º           | 1.º           | 4.º   | 1.º           | Ab.           | 101.º         | 42.º  | X             | 1.º           | 29.º          | 69.º  | Ab.  |
|                         | Milán-San Remo          | —    | —             | —             | 78.º          | 75.º | 8.º           | 4.º           | 3.º           | 28.º  | 15.º          | 2.º           | 28.º          | 22.º  | Ab            | —             | —             | 55.º  | 65.º |
| A Través de Flandes     | A Través de Flandes     | —    | —             | —             | 34.º          | 28.º | 80.º          | 5.º           | 1.º           | 37.º  | 3.º           | 20.º          | 9.º           | —     | —             | 14.º          | —             | —     | —    |
| E3 Harelbeke            | E3 Harelbeke            | —    | —             | —             | 12.º          | 1.º  | 1.º           | 1.º           | 1.º           | 8.º   | 2.º           | 2.º           | —             | 1.º   | 7.º           | 11.º          | —             | 14.º  | 8.º  |
| Gante-Wevelgem          | Gante-Wevelgem          | —    | —             | 7.º           | 3.º           | 1.º  | 26.º          | 117.º         | 27.º          | 150.º | 71.º          | Ab.           | 1.º           | 1.º   | Ab.           | 5.º           | —             | 20.º  | 6.º  |
|                         | Tour de Flandes         | —    | —             | 24.º          | 25.º          | 25.º | 1.º           | 1.º           | 12.º          | 17.º  | 20.º          | 2.º           | 4.º           | 1.º   | Ab.           | 7.º           | —             | 15.º  | 37.º |
| Scheldeprijs            | Scheldeprijs            | —    | —             | —             | 103.º         | 1.º  | 4.º           | 1.º           | —             | 2.º   | Ab.           | 18.º          | 116.º         | 130.º | —             | 84.º          | —             | 103.º | 43.º |
|                         | París-Roubaix           | —    | —             | 3.º           | 24.º          | 9.º  | 1.º           | 2.º           | 6.º           | 1.º   | 1.º           | 5.º           | Ab.           | 1.º   | —             | 10.º          | —             | 2.º   | 13.º |
| EuroEyes Classics       | EuroEyes Classics       | —    | —             | —             | 50.º          | 88.º | Ab.           | —             | 115.º         | —     | 46.º          | —             | —             | 4.º   | —             | —             | 4.º           | 49.º  | —    |
| Bretagne Classic        | Bretagne Classic        | —    | —             | —             | —             | —    | —             | —             | —             | —     | —             | —             | —             | —     | —             | —             | 17.º          | 24.º  | —    |
| Gran Premio de Quebec   | Gran Premio de Quebec   | X    | X             | X             | X             | X    | X             | X             | X             | X     | X             | —             | —             | —     | —             | —             | 36.º          | 38.º  | —    |
| Gran Premio de Montreal | Gran Premio de Montreal | X    | X             | X             | X             | X    | X             | X             | X             | X     | X             | —             | —             | —     | —             | —             | Ab.           | 85.º  | —    |
| París-Tours             | París-Tours             | —    | —             | 22.º          | 102.º         | —    | —             | Ab.           | —             | 10.º  | 2.º           | 136.º         | —             | —     | —             | —             | —             | 21.º  | —    |
| JJ. OO. (Ruta)          | JJ. OO. (Ruta)          | —    | No se disputó | No se disputó | No se disputó | —    | No se disputó | No se disputó | No se disputó | —     | No se disputó | No se disputó | No se disputó | 28.º  | No se disputó | No se disputó | No se disputó | —     | ND   |
| Mundial en Ruta         | Mundial en Ruta         | —    | —             | 38.º          | 17.º          | Ab.  | 1.º           | 9.º           | —             | 38.º  | 38.º          | —             | —             | 12.º  | —             | 49.º          | 35.º          | 3.º   | —    |
| Bélgica en Ruta         | Bélgica en Ruta         | —    | —             | —             | —             | —    | —             | 3.º           | 2.º           | 5.º   | 1.º           | —             | 7.º           | 1.º   | Ab.           | 3.º           | 8.º           | Ab.   | —    |

 —: No participa

Ab.: Abandona

X: Ediciones no celebradas

### Clasificaciones anuales
|               | 2000  | 2001  | 2002 | 2003 | 2004 | 2005 | 2006 | 2007 | 2008 | 2009 | 2010 | 2011 | 2012 | 2013  | 2014 | 2015 | 2016 |
| ------------- | ----- | ----- | ---- | ---- | ---- | ---- | ---- | ---- | ---- | ---- | ---- | ---- | ---- | ----- | ---- | ---- | ---- |
| UCI WorldTour | 992.º | 862.º | 64.º | 90.º | 10.º | 2º   | 7º   | 20.º | 83.º | 38.º | 19.º | 30.º | 3º   | 139.º | 71.º | 67.º | 22º  |

## Récords y marcas personales
- Ciclista con más victorias en E3 Harelbeke (5 victorias).
- Ciclista con más victorias en Gante-Wevelgem. Compartido con el italiano Mario Cipollini y los belgas Robert Van Eenaeme, Rik Van Looy y Eddy Merckx, y el eslovaco Peter Sagan (3 victorias).
- Ciclista con más victorias en París-Roubaix Compartido con el belga Roger De Vlaeminck (4 victorias)
- Ciclista con más victorias en Tour de Flandes. Compartido con el italiano Fiorenzo Magni, el suizo Fabian Cancellara y los belgas Johan Museeuw, Eric Leman y Achiel Buysse (3 victorias).
- Séptimo ciclista en la historia con más monumentos. Compartido con el suizo Fabian Cancellara y el italiano Gino Bartali. (7 victorias).

## Equipos
- US Postal Service (2000)[48]
- US Postal Service (2002)
- Quick Step/Omega Pharma/Etixx (2003-04.2017)
  - Quick Step-Davitamon (2003-2004)
  - Quick Step (2005)
  - Quick Step-Innergetic (2006-2007)
  - Quick Step (2008-2010)
  - QuickStep Cycling Team (2011)
  - Omega Pharma-QuickStep (2012)
  - Omega Pharma-Quick Step Cycling Team (2013-2014)
  - Etixx-Quick Step (2015-04.2017)

## Reconocimientos
- Bicicleta de Oro (2005).
- Mendrisio de Oro (2005).

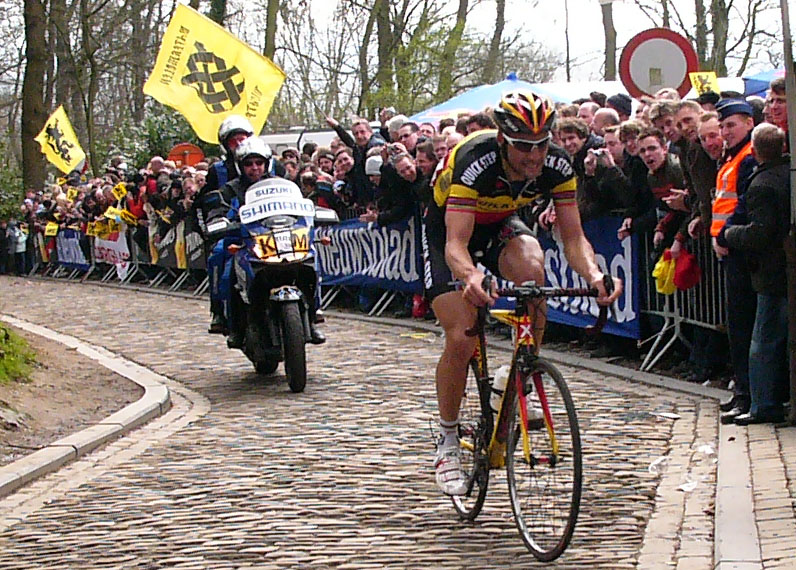
Boonen en el Tour de Flandes 2010.

- Óscar del ciclismo 2005 de La Gazzetta dello Sport
- Ciclista del año para el periódico americano International Herald Tribune
- Vélo de Cristal
- Ciclista belga del año 2005 y 2007
- Trofeo nacional del Mérito deportivo belga en 2005

## Imágenes

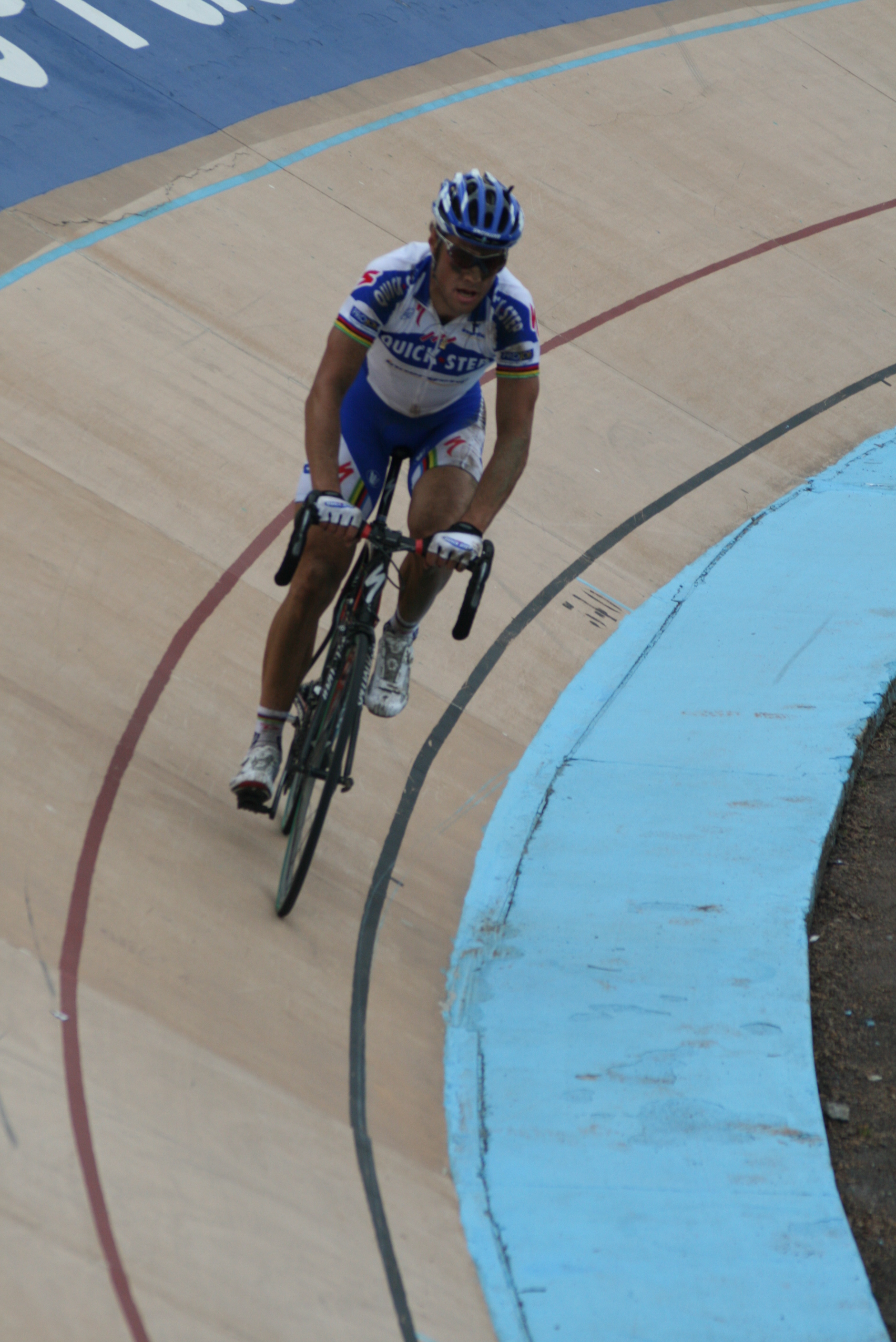
Boonen en la París-Roubaix 2009.
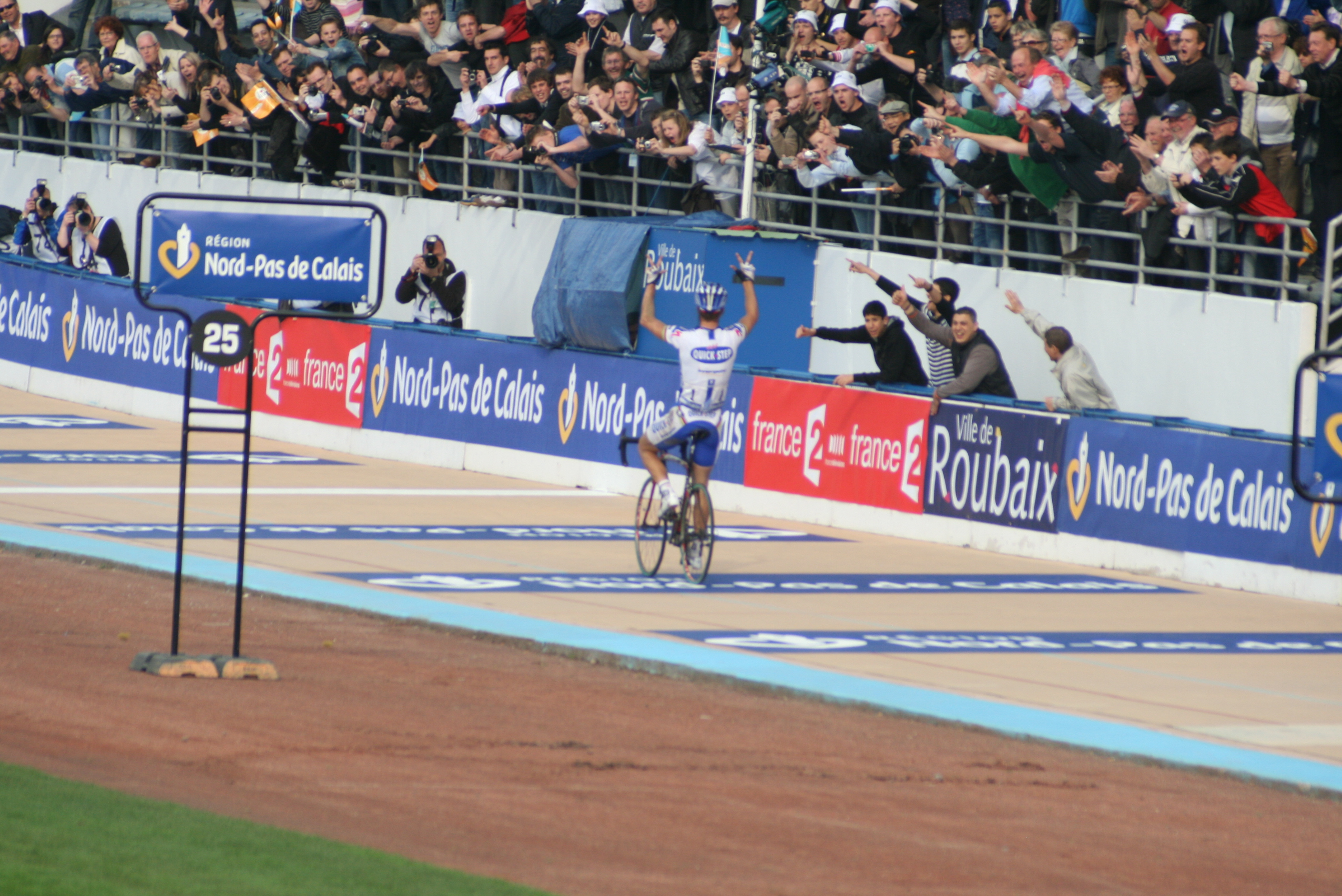
En la París-Roubaix 2009.
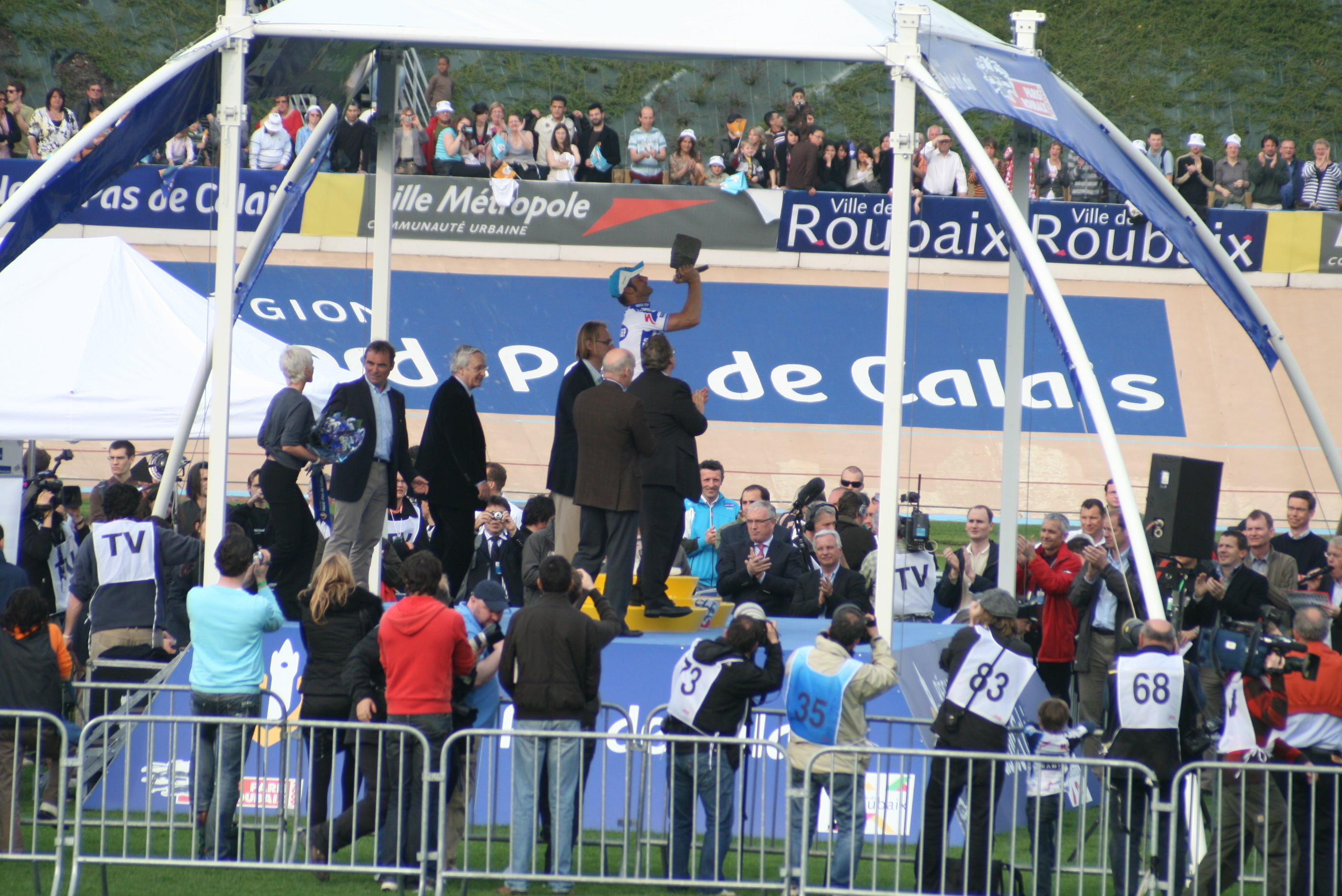
Boonen en el pódium de la París-Roubaix.
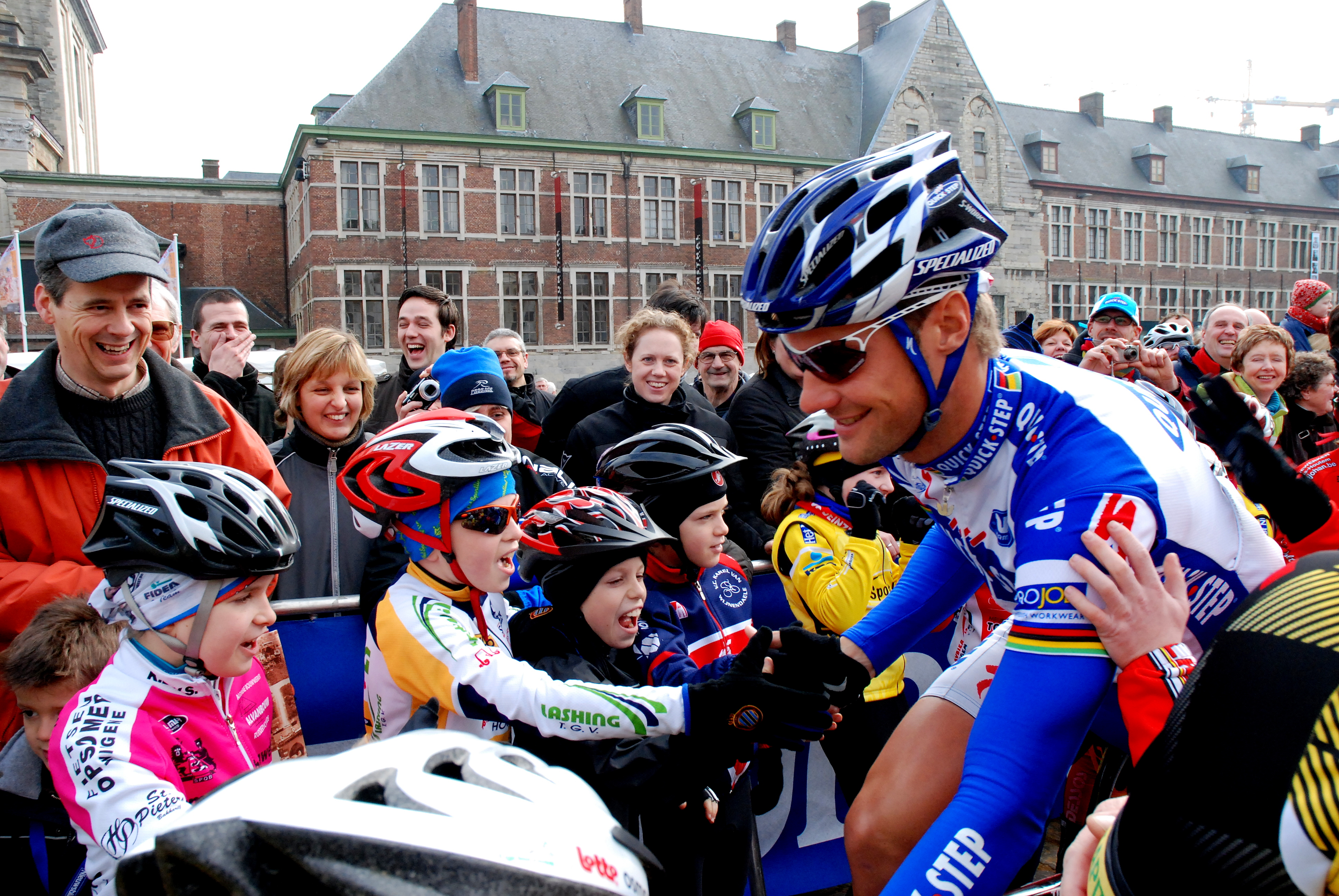
Boonen a la salida de la Omloop Het Nieuwsblad en el 2009.
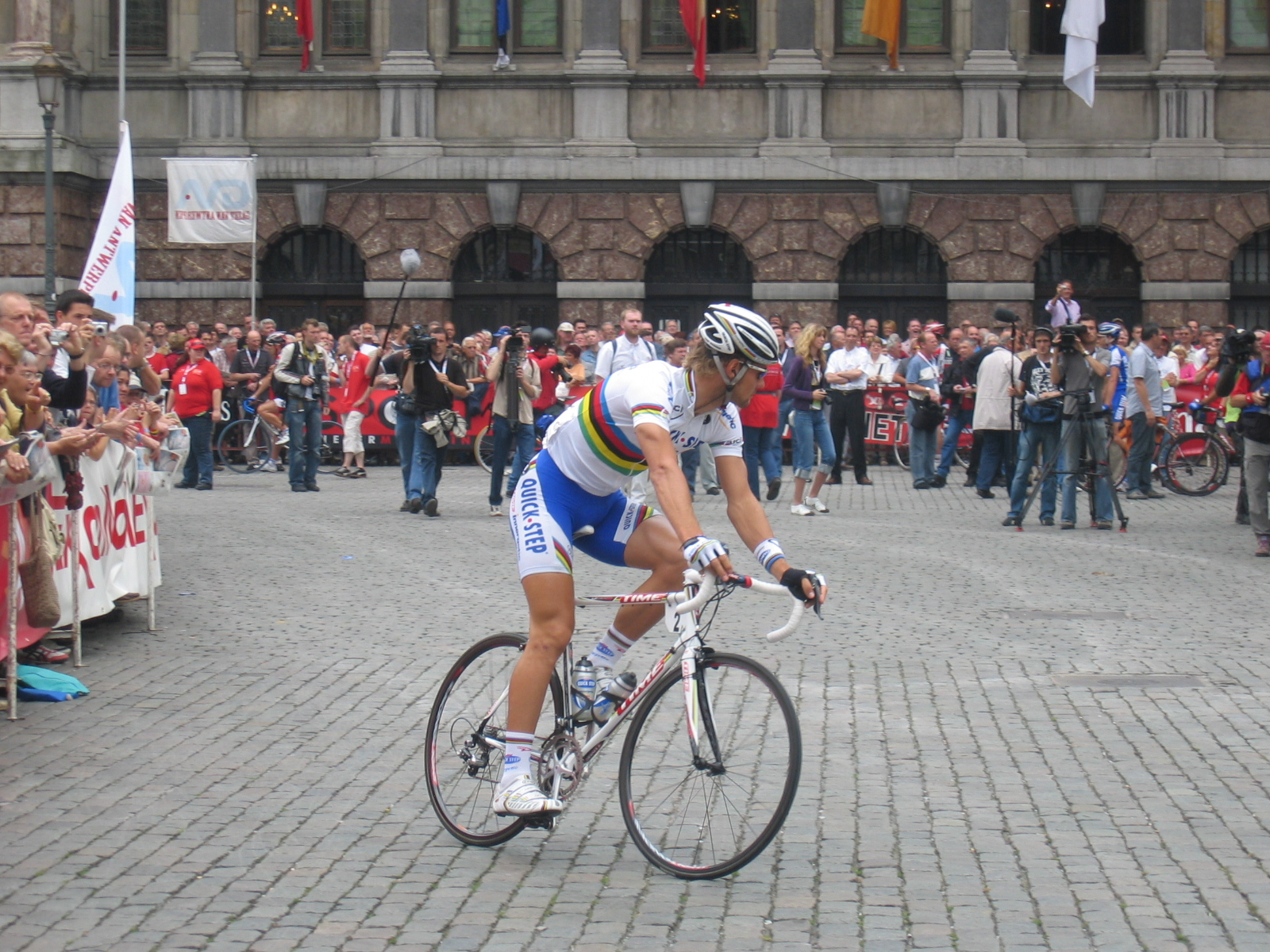
Boonen en el Campeonato de Bélgica de Ciclismo en Ruta en 2006.
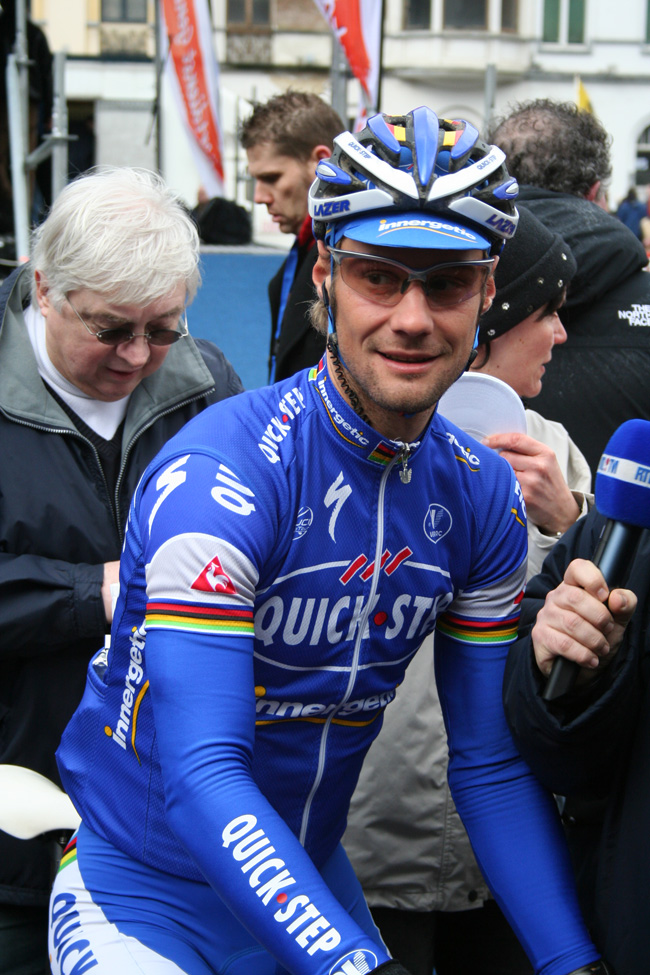
Bonnen en 2007.
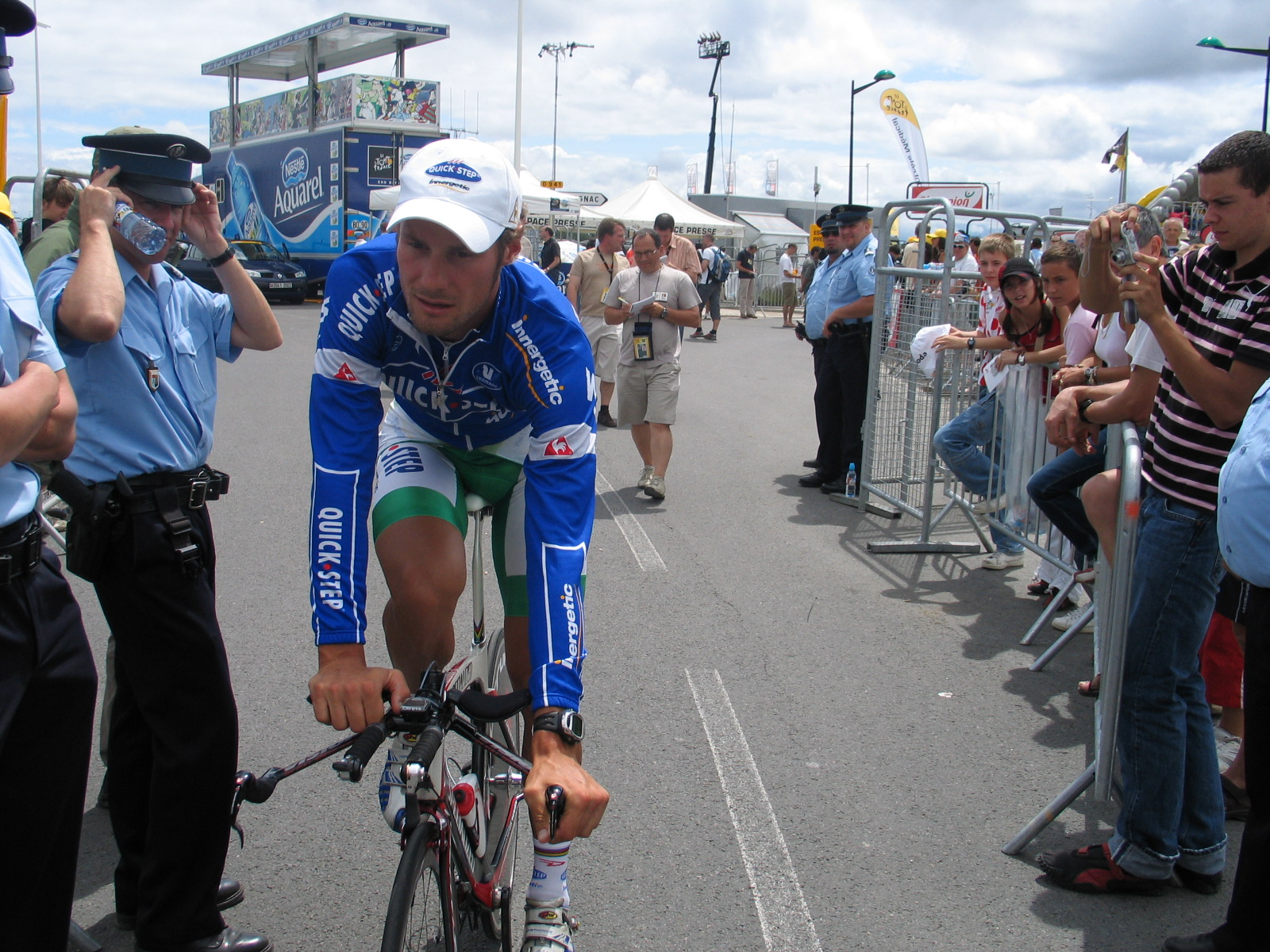
Tom Boonen en el Tour de Francia 2007.
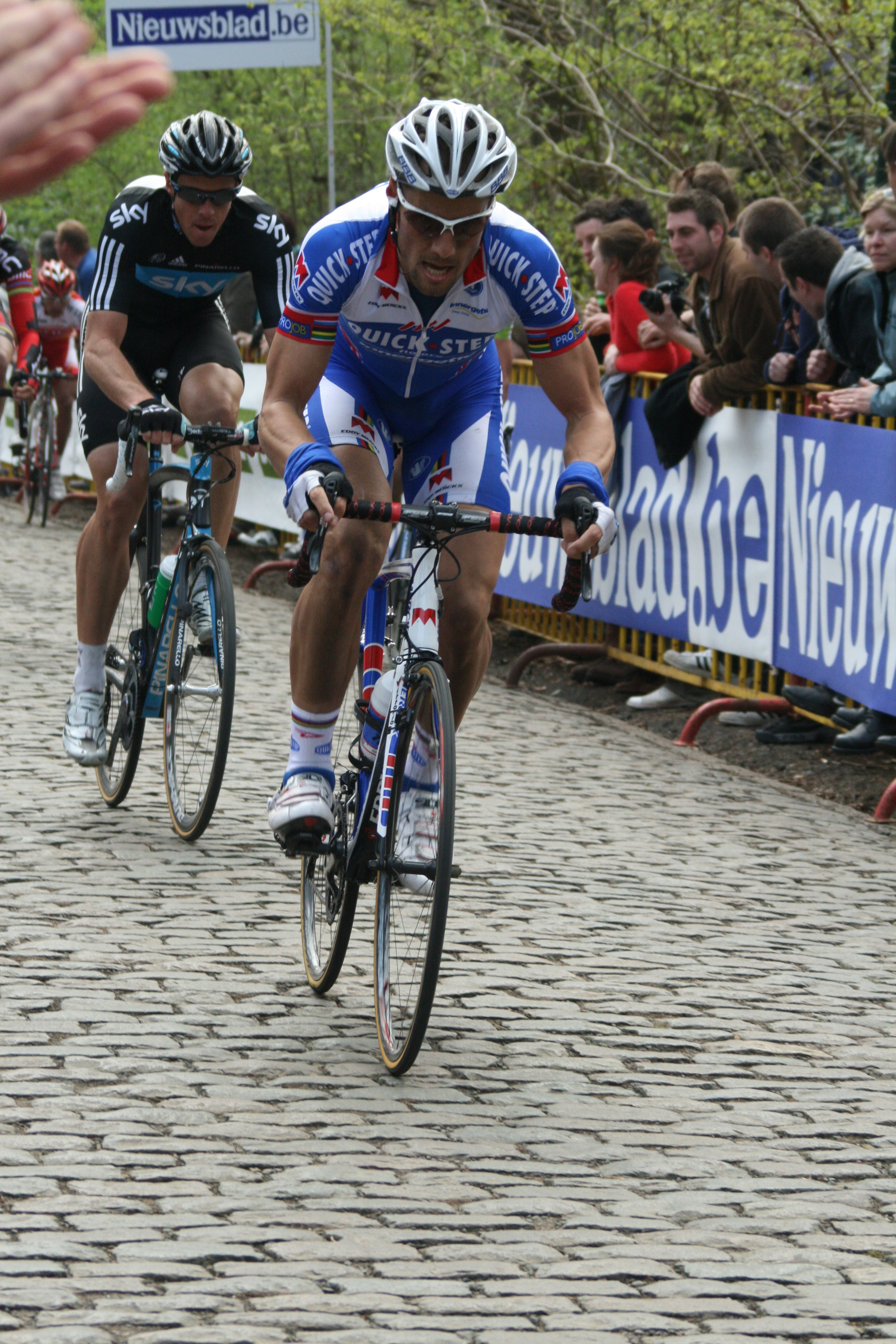
En la Gante-Wevelgem del 2011.
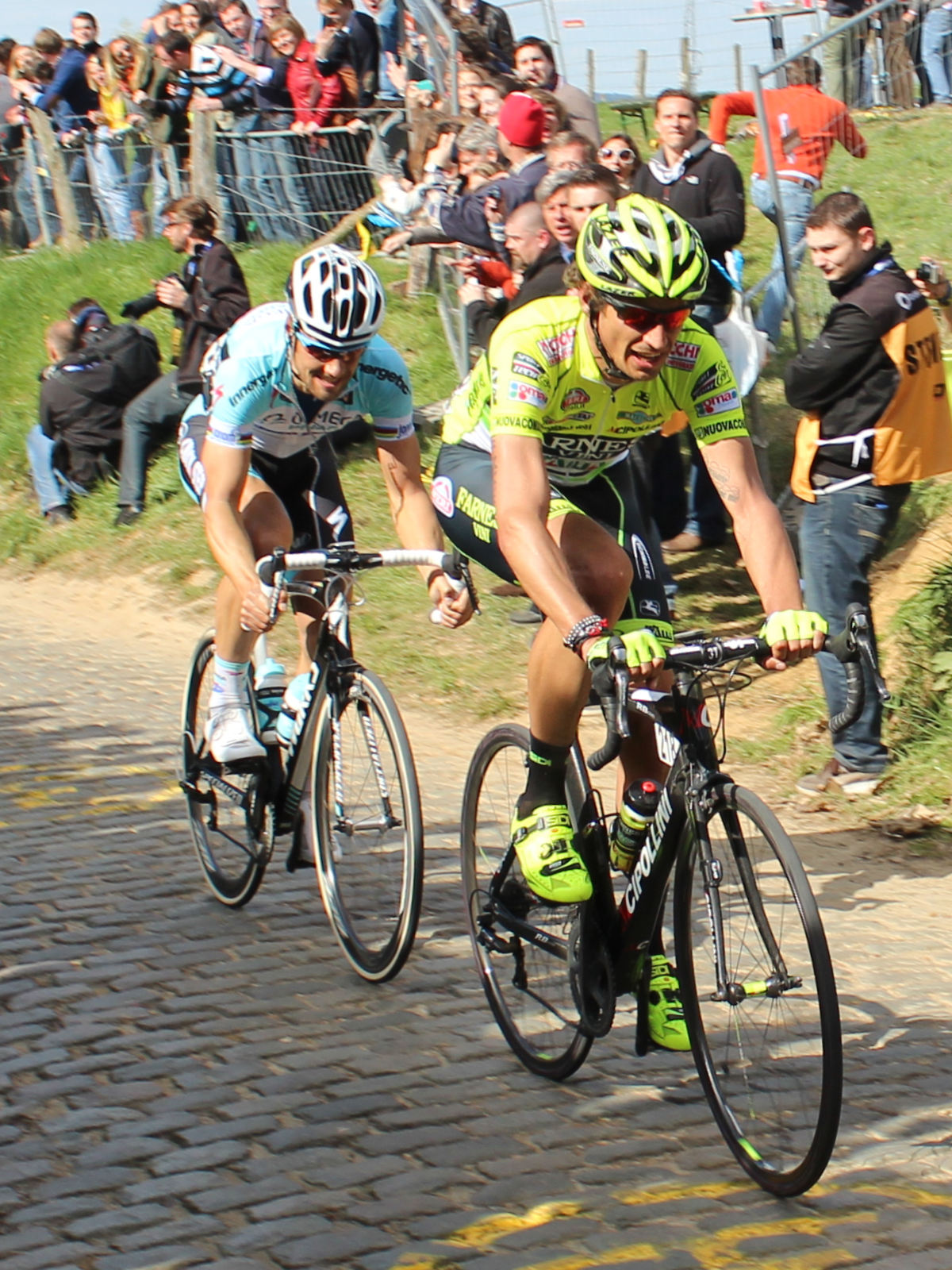
Boonen y Filippo Pozzato en el Tour de Flandes 2012.
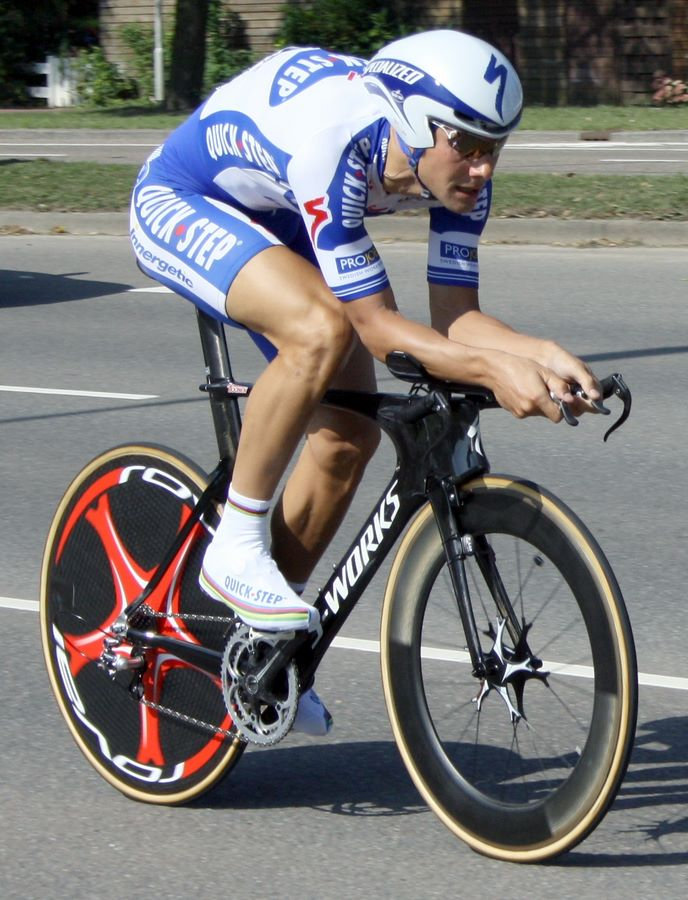
Tom Boonen en el Eneco Tour del 2009.
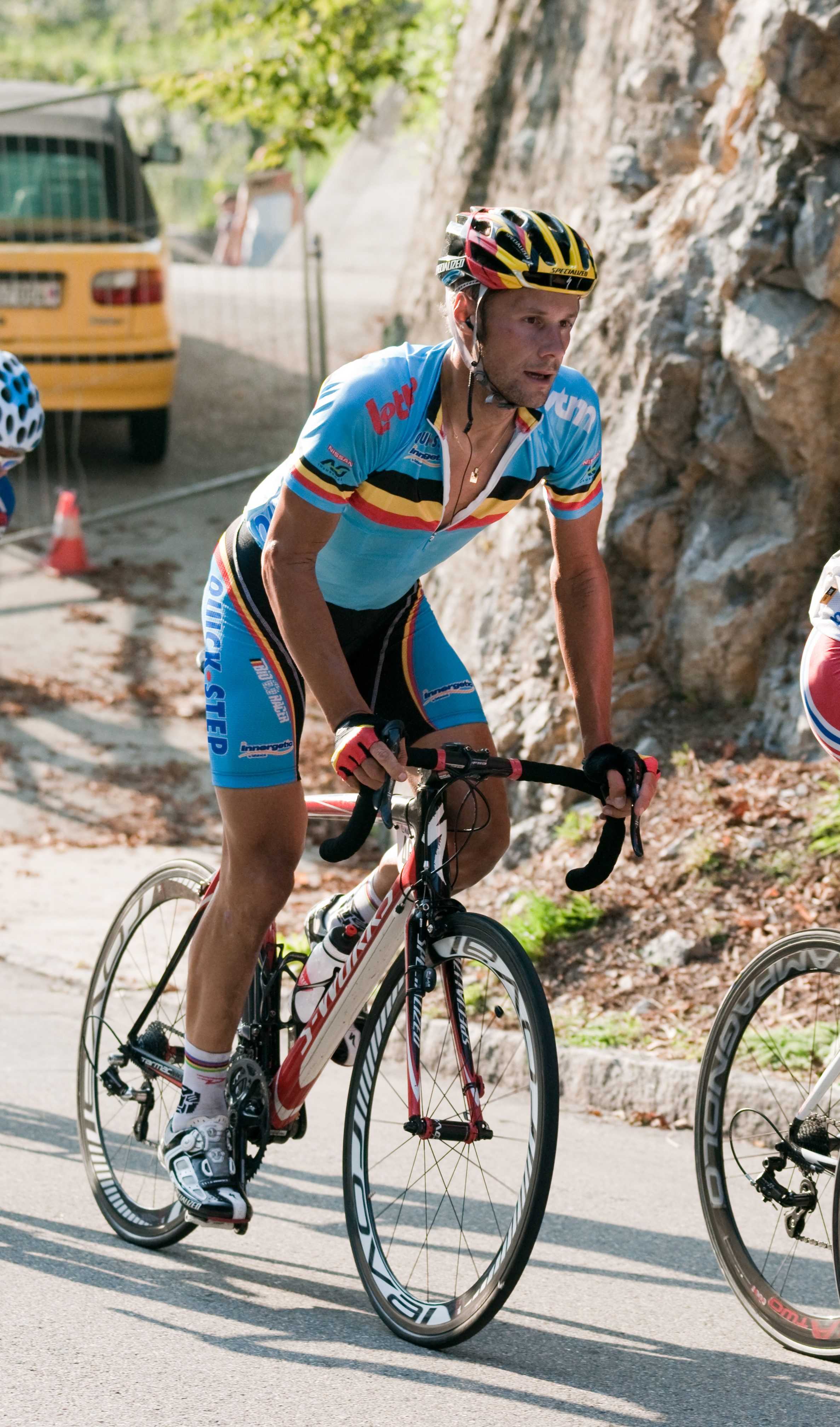
En el mundial de Mendrisio.
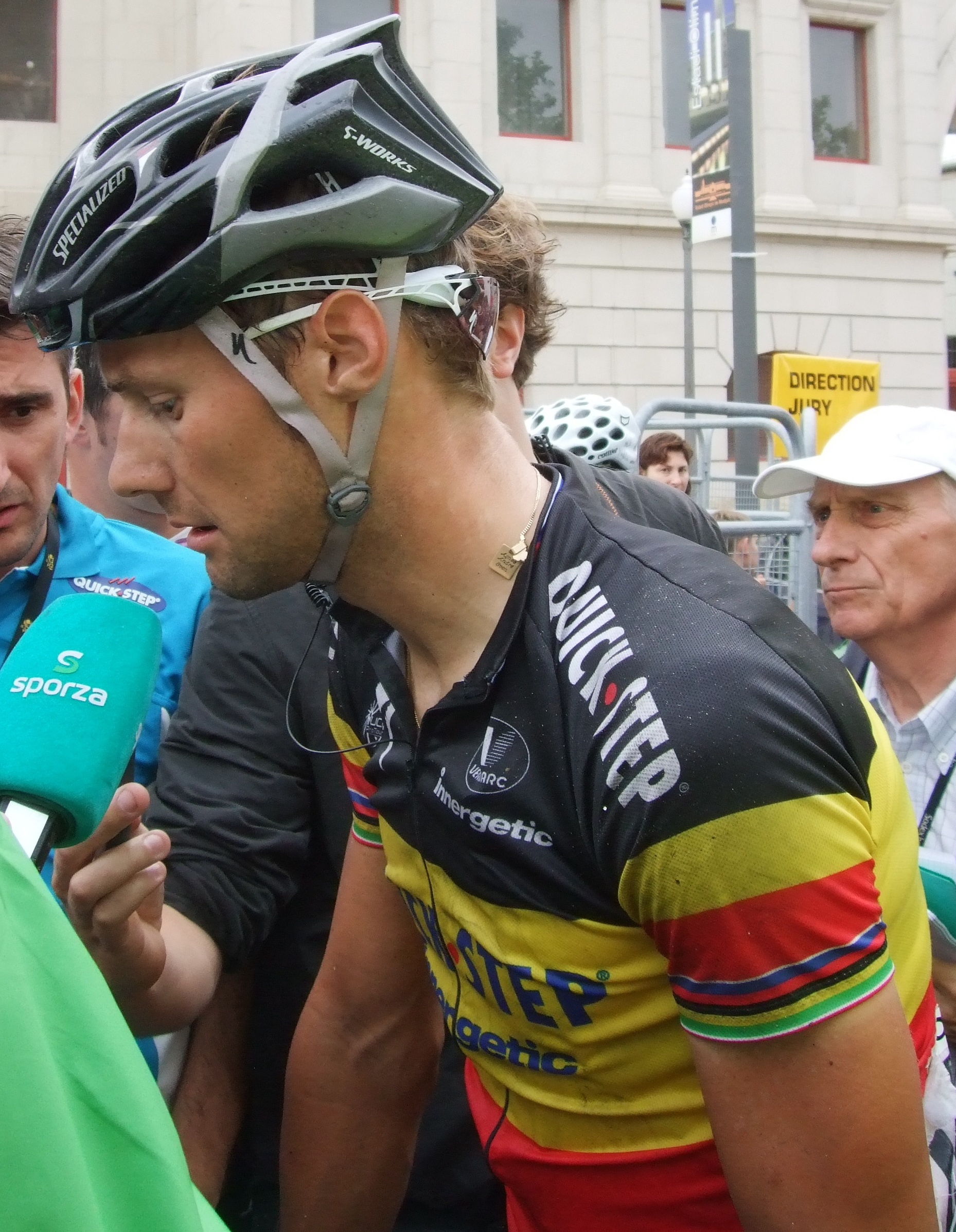
Tom Boonen como campeón belga.
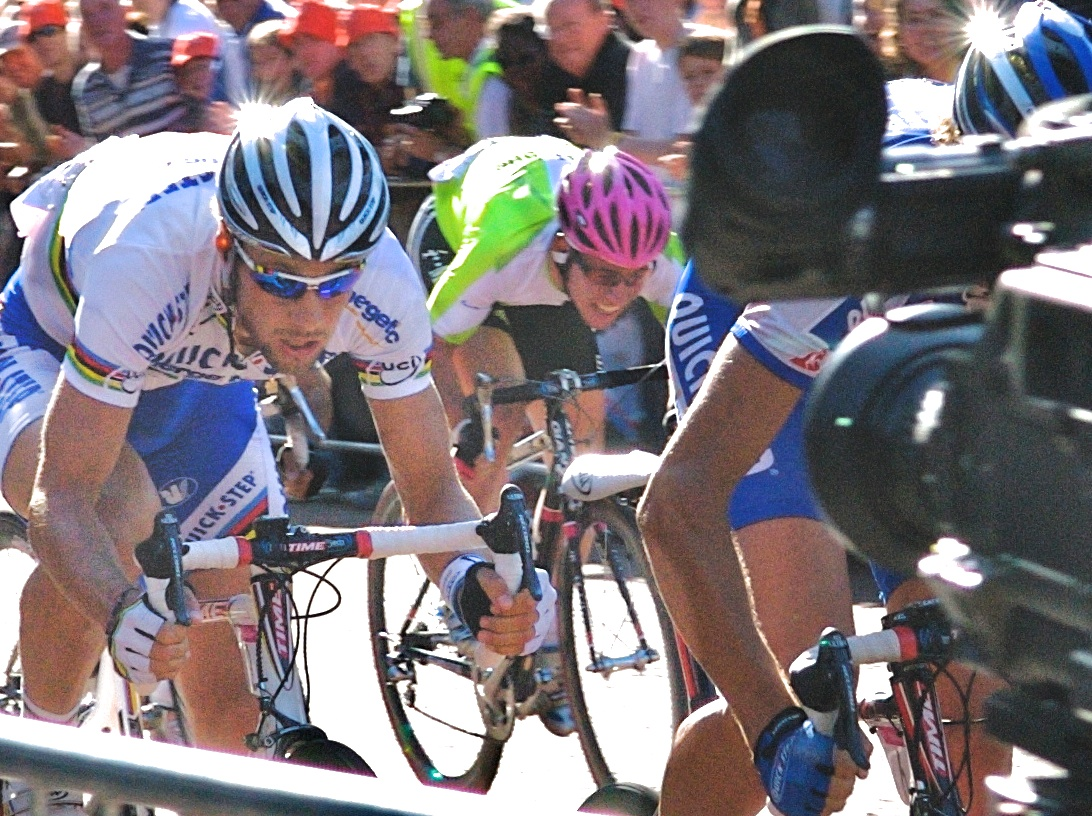
En el año 2006.
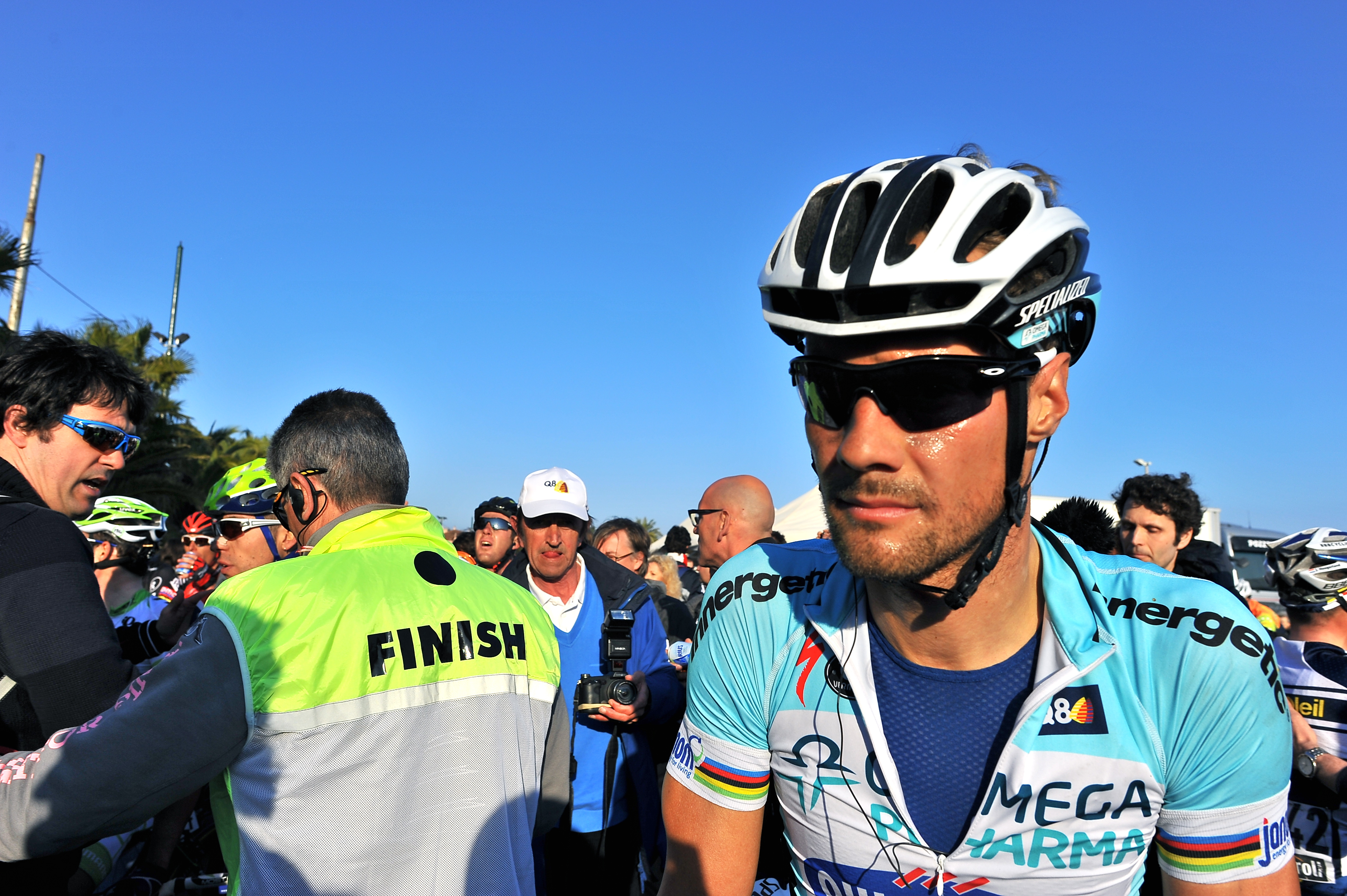
Bonnen en el 2012.